# تيلوكيت
تيلوڭيت (بالأمازيغية: ⵜⵉⵍⵓⴳⴳⵉⵜ) هي جماعة مغربية جبلية ذات طابع قروي، تنتمي إلى دائرة واويزغت، إقليم أزيلال، ضمن جهة بني ملال خنيفرة، وتضم 21.48 نسمة حسب الإحصاء العام للسكن والسكنى لسنة 2014. تضم الجماعة 15 دوارا، موزعين على 3 مشيخات. تشتهر جماعة تيلوڭيت بالمنتزه الطبيعي إمسفران.

## السكان

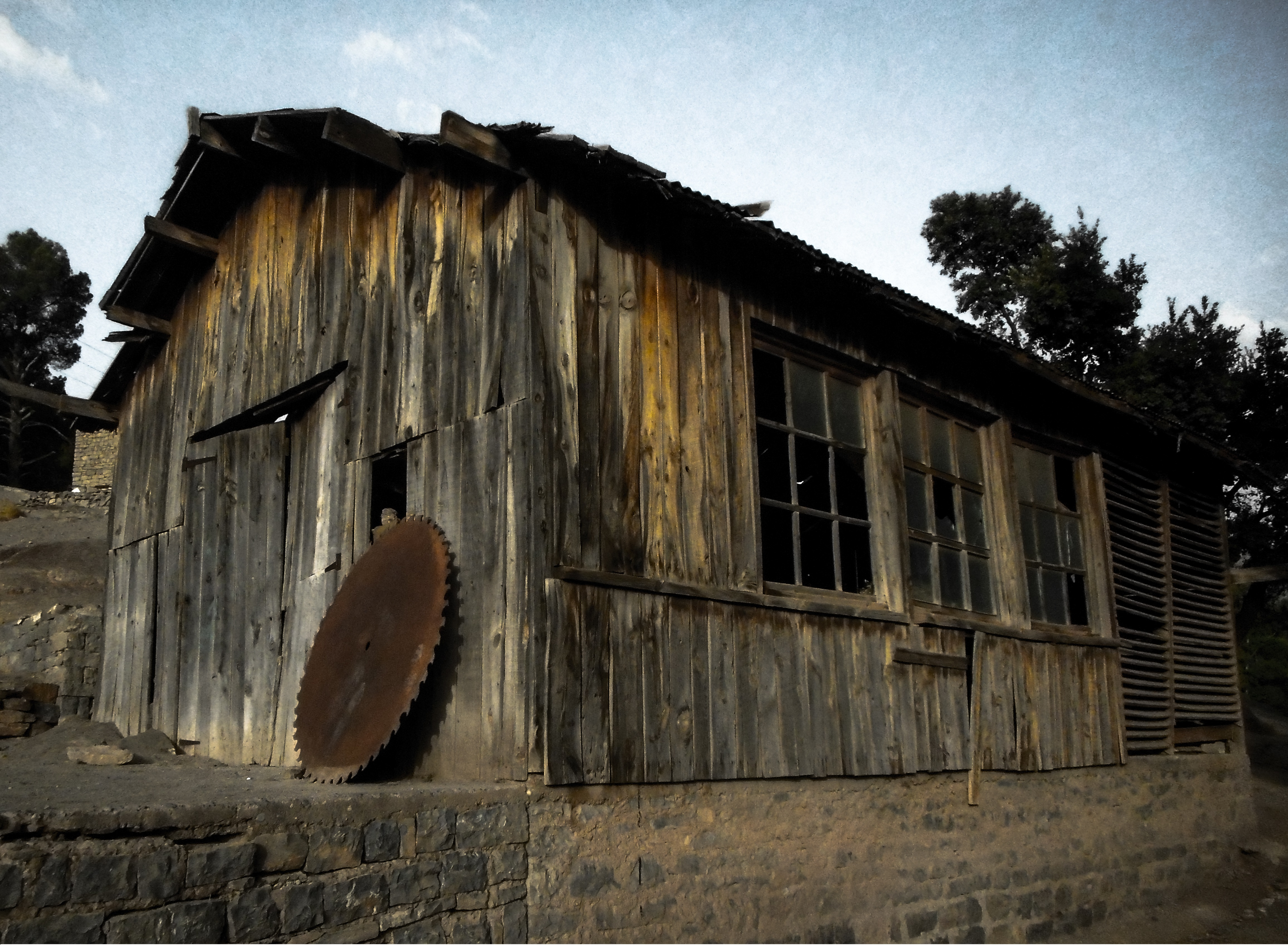
أطلال مصنع الخشب القديم بموقع إمسفران

### الديموغرافيا
تضم الجماعة 21.48 نسمة حسب الإحصاء العام للسكن والسكنى لسنة 2014، موزعون على 1.890 أسرة. تبلغ الكثافة السكانية للجماعة 21.48 نسمة في كلم2، ويبلغ معدل نشاط الساكنة 49.88 في المائة، ونسبة الفقر العام 67.30 في المائة، ونسبة التمدرس 82.23 في المائة، ونسبة الأمية 55.15 في المائة.  أغلب سكان المنطقة من الأمازيغ، واللغة الشائعة في المنطقة هي الأمازيغية، وبعدها العربية المغربية.

### السكن
تتوفر 24.29 في المائة من الأسر في الجماعة الربط بالشبكة العمومية للمياه الصالحة للشرب، وتتوفر 43.49 في المائة من الأسر على الكهرباء، و0.16 في المائة من الأسر فقط تتوفر على ربط بالشبكة العمومية للصرف الصحي. تتوفر 4.27 في المائة من الأسر على التزويد بالإنترت، و2.91 في المائة فقط من السكان لديهم سيارة شخصية. 

### الدواوير[4]
| اسم الدوار          | عدد سكان الدوار | المشيخة        | النوع     |
| ------------------- | --------------- | -------------- | --------- |
| مركز تيلوكيت        | 2.320           | تيلوكيت المركز | دوار مجمع |
| أيت عيسى            | 680             | تيلوكيت المركز | دوار مجزأ |
| ازروالن             | 678             | تيلوكيت المركز | دوار مجزأ |
| أيت علي أو عبد الله | 557             | تيلوكيت المركز | دوار مجزأ |
| أيت امغار           | X               | نيك تقديمت     | دوار مجزأ |
| أيت تازروالت        | 555             | نيك تقديمت     | دوار مجزأ |
| أيت إدير            | 529             | نيك تقديمت     | دوار مجزأ |
| أيت يعقوب           | 981             | نيك تقديمت     | دوار مجزأ |
| أيت اعلي أويوسف     | 435             | نيك تقديمت     | دوار مجزأ |
| أيت خويا لحسن       | 165             | نيك تقديمت     | دوار مجزأ |
| أيت تمجوط           | 828             | نيك تقديمت     | دوار مجزأ |
| تامكا               | 674             | نيك تقديمت     | دوار مجزأ |
| أيت حسين            | 842             | داو تقديمت     | دوار مجزأ |
| ايت وعلف            | 168             | داو تقديمت     | دوار مجزأ |
| ايت عبي             | 937             | داو تقديمت     | دوار مجزأ |

## الجغرافيا
تنتمي جماعة تيلوڭيت إلى سلسلة جبال الأطلس الكبير الأوسط، وتتميز بصعوبة تضاريسها الجبلية. أما إداريا، فتنتمي الجمالة إلى إقليم أزيلال الجبلي، تحدها شمالا كل من جماعة تبروشت وتاكلفت، وجنوبا جماعة زاوية أحنصال، وشرقا جماعة أنركي، وغربا كل من جماعة آيت مزيغ وجماعة آيت امحمد، ضمن نفس الإقليم.

## المعالم

### منتزه إمسفران
هو منتزه طبيعي على مجرى واد أحنصال على ارتفاع 1868 متر فوق سطح البحر، يتميز بغابة كثيفة من الصنوبر، وأطلال مصنع خشب قديم من فترة الإستعمار، يشتهر هذا الموقع أيضا بجبل "الكاتيدرال"، وتعني الكنيسة بالفرنسية، حيث أطلق عليه المستعمر الفرنسي هذا الإسم بسبب شكله الذي يشبه الكنيسة، كما يزخر الموقع بسلسلة شلالات، ومضايق أحنصال. يقصد هذا الموقع هواة التنزه في الطبيعة، ومحبي الرياضات الجبلية المختلفة مثل التسلق والتجديف والقفز المظلي الحر. 

### مهرجان تيلوكيت التراثي
هو مهرجان تنظمه جمعية اناروز للثقافة والفن والتراث وجمعية تمازيرت للتنمية، بشراكة مع المجلس الجماعي والمديرية الجهوية لوزارة الشباب والثقافة والتواصل لجهة بني ملال خنيفرة. تقام خلال فترة المهرجان مجموعة من الأنشطة الثقافية والعروض الفنية والموسيقية، كما يتمم عرض المنتجات المحلية والتعريف بالتراث الثقافي والطبيعي للمنطقة. 

## البنية التحتية

### المحطة الكهرومائية الصغرى تيلوكيت 2
هو مشروع تم إنجازه على سد تيلوكيت في إطار مخطط الطاقات المتجددة، بقدرة إنتاج 30 ميغاواط.